# Desrobirea Constanța
Desrobirea Constanța a fost una dintre numeroasele echipe de muncitori portuari din Constanța interbelică. În 1946, promovează în Divizia B echipa muncitorilor docheri, Dezrobirea, care ocupă locul cinci în primul an. În anul următor, se clasează pe primul loc, iar în 1948 participă la barajul pentru promovarea în Divizia A, pe care îl ratează.
În cei trei ani de existență, Dezrobirea a folosit următorul lot: Bobi Georgescu, Ion Lesciuc - portari; Serafim Sdam, Pârvan, Noni Marinescu, Beioglu, Pamfil Georgescu, Titi Drăguț, Ticuleț Lemnaru, Iani Filip, Titi Băiceanu, Neli Ispas, Gică Oltenică, Gică Nuțu, Pati Oltenică. Antrenor, Rudi Wetzer.
Echipa docherilor a întâlnit Steaua o singură dată, în turneul de promovare-retrogradare de la finele primului sezon al echipei militare în Divizia A.
În toamna aceluiași an, fuzionează cu PCA, formându-se o nouă echipă, Locomotiva PCA, echipa ce avea ulterior să se numească Farul Constanța.

## Palmares

### Competiții Naționale

#### Ligi:
Liga II:
Campioni (1): 1946-1947